# Niche
Niche – rzeka we Francji, przepływająca przez teren departamentu Wogezy, o długości 18,6 km. Stanowi dopływ rzeki Mozela.